# Raffaella Passiatore
Raffaella Passiatore (* 1966 in Paderno Dugnano, Mailand, Italien) ist eine italienische Schriftstellerin, Theaterregisseurin und Pianistin. Sie lebt in Padua und Salzburg und leitet fortführende Kurse für Tango Argentino. Sie arbeitet an Multimeadia-Projekten, Theaterproduktionen im In- und Ausland und literarischen Werken. 

## Leben
Passiatore verbrachte ihre ersten zehn Lebensjahre in der Gemeinde Paderno Dugnano in der Lombardei. Von klein auf vermittelte ihr Vater Cosimo, ein Maler und Bildhauer religiöser Themen, das Gespür für Kunst und die Freude am Lesen. Raffaella ist die einzige der drei Töchter, die kein Studium an der Kunstakademie absolviert hat, obwohl sie bereits in  jungen Jahren ihr  Talent für bildende Künste zum Ausdruck brachte.
Die Familie übersiedelte nach Bari, wo sich die Schriftstellerin nie wirklich heimisch fühlte. Sie studierte privat Klavier bei Maestro Sarno und seiner Tochter Elvira, bis sie am Musikkonservatorium Niccolò Piccinni von Bari aufgenommen wurde und dort unter der Leitung von Marisa Somma ihr Studium fortsetzte. Die Unterrichtsstunden über die Musikgeschichte, gehalten von Dinko Fabris, übten eine besondere Faszination auf sie aus und die Passiatore blieb auch in den folgenden Jahren mit dem Musikwissenschaftler in Kontakt. Neben dem Konservatorium besuchte sie das Liceo Classico Socrate (ein humanistisches Gymnasium). Die Begegnung mit  Mara Labriola war ausschlaggebend und vertiefte  ihre bereits vorhandene Leidenschaft für die Literatur, und eben deshalb präsentierte Mara Labriola 2005 ihre prämierte Gedichtsammlung Terre Straniere in Bari. 
Im Jahr 1986 starb ihr Vater Cosimo. Nach  Klavier- und Kammermusik-Workshops in Salzburg und in Wien beschloss Passiatore, im darauffolgenden Jahr das Studium der Literatur und der Philosophie und jenes am Konservatorium von Bari zu unterbrechen. Sie schloss ihr Klavierstudium erst im Jahr 1992 als Privatschülerin ab. Nach längeren Aufenthalten in Brasilien übersiedelte sie im Jahr 1989 nach Salzburg und heiratete den brasilianisch-dänischen Geiger Lavard Skou Larsen. Die Scheidung folgte im Jahr 1993. Obwohl die Schriftstellerin in Salzburg wohnte, begann sie in Bayern Klavier und Italienisch zu unterrichten.
Einige Jahre später bekam sie eine Stelle als Klavierlehrerin und Korrepetitorin im Salzburger Pongau und nach fünf Jahren schließlich einen Lehrstuhl für Klavier und Musiktheater am Musikum von Salzburg. Sie nahm Musikstücke von Skrjabin für den italienischen staatlichen Radiosender RAI und vom Komponisten Michael Mautner für den österreichischen staatlichen Radiosender ORF auf. In jenen Jahren besuchte sie Fortbildungskurse in den Fachbereichen Pädagogik, Schauspiel und Kammermusik. Sie trat mit diversen Kammermusik-Ensembles auf.
Im Jahr 1997 fiel sie in eine künstlerische Krise, die sie immer mehr vom Konzertwesen fernhielt. Sie begann ihre literarische Tätigkeit mit dem Verfassen des Theaterstücks Das Spiel und einiger Gedichte, die in Terre Straniere gesammelt sind. Die aufkeimende Leidenschaft für Lateinamerika weitete sich auf die Sprache und die Literatur aus und es folgten Reisen nach Kolumbien, in die Karibik und nach Argentinien. 
Es kamen die ersten Auszeichnungen und mit diesen die Veröffentlichungen. Im Jahr 2004 gewann sie in Wien den Literaturwettbewerb „Schreiben zwischen den Kulturen“ für Lyrik und es folgte die Publikation mit dem Exil Verein Wien sowie der Vertrag mit dem Verlag Florestano Edizioni aus Bari, der alle ihre Werke in italienischer Sprache verlegt hat.
Es folgten Lesungen und Theateraufführungen in Italien, Österreich und Deutschland sowie auch Kritiken in den wichtigsten italienischen Printmedien (Repubblica, Corriere della sera, La gazzetta del mezzogiorno).
In Salzburg unterrichtete sie Italienisch am Wirtschaftsförderungsinstitut (WIFI), in der Dante Alighieri und in der Fachhochschule (Studiengang Tourismus und Management).
Die Leidenschaft für Lateinamerika griff auf das Phänomen „Tango“ über und dieser wurde zentraler Inhalt für zwei literarische Werke und zwei Opernlibretti. Nach einer intensiven Auseinandersetzung mit dem Tango, sowohl aus künstlerischer als auch aus soziokultureller Sicht, hält sie, gemeinsam mit Peter Sieglreithmaier seit 2008 Tanzkurse und Workshops für die Kulturvereinigung Amphitheatrum Salzburg. Zwischenzeitlich entstanden künstlerische Zusammenarbeiten mit den Komponisten Arteom Denissov, Fausto Tuscano, Michael Mautner, Ingo Nagel, Jorge Rotter und mit dem Schriftsteller Vladimir Vertlib. 2014 unterbrach sie ihre Lehrtätigkeiten an sämtlichen Schulen, um sich gänzlich dem Schreiben zu widmen.
Gelegentlich hält sie Workshops über kreatives Schreiben, literarische Analyse und Improvisationstheater. 2016 heiratete sie ihren Jugendfreund Daniele Palese, mit dem sie, in Padua als Zweitwohnsitz lebt. 
In Padua entstand das Ensemble Trio Zodiac, in dem sich zur rezitierenden Stimme der Autorin der Schlagzeuger Massimo Pastore und der Gitarrist Marco Pavin hinzufügen. Das Trio tritt 2016 in Salzburg auf. Anlässlich der Feierlichkeiten zum 25-jährigen Bestehen des Literaturhauses führte es unveröffentlichte Kombinationen von Sprachgesang und Musik auf, die auf Werken von Karlheinz Stockhausen und Kurt Schwitters basieren.                
Im Jahr 2018 wechselte Raffaella Passiatore mit dem Roman Il passaporto giallo zum Verlag  L’orto della Cultura aus Udine.

## Preise und Auszeichnungen (Auswahl)
- 1987: Erster Platz musikwissenschaftlicher Wettbewerb  „Il Coretto“ mit dem Text La musica del novecento. Bari/Italien
- 2001: Dritter Platz bei: „Premio internazionale di Letteratura e Arte Firenze-Europa“ für das Theaterstück Das Auge van Goghs. Florenz/Italien
- 2002: Finalistin bei: Premio Internazionale di Poesia „Medusa Aurea“. Rom/Italien
- 2003: Finalistin bei: Premio Internazionale „Firenze Europa“ für Lyrik, Florenz/Italien
- 2004: Erster Platz für Lyrik: „Schreiben zwischen den Kulturen“, Wien
- 2005: Spezialpreis der Jury: „Drehbücher Elsinore“ Salerno/Italien
- 2008: Spezialpreis der Jury für das Buch: Tutto quello che avreste voluto sapere sul tango..., Wettbewerb „Alberoandronico“. Rom/Italien
- 2015: Spezialpreis der Jury für das Kinderbuch Un ranocchio da ascoltare. Schwanenstadt, Internationale Kinderliteratur Wettbewerb, Österreich

## Werkeverzeichnis

### Erzählende Literatur
- 2004: Il quinto Natale. Neues von Dante (Zeitschrift des Kulturinstitutes Dante Alighieri Salzburg), Salzburg.
- 2006: Tutto quello che avreste voluto sapere sul tango e nessuno ha mai avuto il coraggio di raccontarvi. Florestano Edizioni, Bari, ISBN 978-88-90185-74-8.
- 2008: Alles was Sie schon immer über Tango wissen wollten.... Florestano Edizioni, Bari.[2]
- 2009: Le storie sdrucciole. Verlag Florestano Edizioni, Bari/Italien, ISBN 978-8-895840-21-5.
- 2012: Un amore in cerca d’autore. Florestano Edizioni, Bari/Italien,[3] ISBN 978-8-895840-68-0.[4]
- 2014: Alla ricerca di un tango perduto. Florestano Edizioni, Bari/Italien, ISBN 978-8-895840-88-8.[5]
- 2018: Il passaporto giallo. L’orto della cultura, Udine/Italien, ISBN 978-8-899588-71-7.[6]
- 2020: V.I.R.U.S. Cinque personaggi ai tempi del Corona. Florestano Edizioni, Bari/Italien, ISBN 978-8-831486-05-7.[7]

### Poesie
- 2001: Anthologie-Buchausgaben. Nationalbibliothek des Deutschsprachigen Gedichtes. Realis Verlag, München.
- 2002: Analyse von Problemen bei der Vertonung von Gedichten. Vertonung von 5 Gedichten aus Fremde Länder von R. Passiatore; Musik: Ingo Nagel. (Ingo Nagel, Universität für Musik und Darstellende Kunst Mozarteum)
- 2003: El tango del Àngel. Gedicht zur Musik von Luca Monti; Musikverlag Mersich & Kiess, Wien.
- 2004: Nationalbibliothek des Deutschsprachigen Gedichtes; Ausgewählte Werke VII Realis Verlag, München.
- 2004: Sprachsprünge. (Anthologie/Gedichte); Verein Exil, Edition Exil, Wien.
- 2004: Fremde Länder. Poesie in deutscher und italienischer Sprache; Florestano Ed. Bari, ISBN 88-90185-79-1.[8]
- 2013: Il Tempo Leone / Die Zeit der Löwin. (Gedichte, Italien. und Deutsch. Übersetzung von Isabel Prantner Hüttinger) Tandem Verlag.

### Artikel
- 1990: Il Giornale della Musica; Turin/Italien.
- 1998: Texte von R. Passiatore zu Mozartsymphonien; Universitäts-Orchester Toronto.
- 2013: Odissea linguistica (Artikel), Zeitung La Sibilla, Mailand/Neapel.
- 2014: Homo Aenigmaticus? (Artikel) Zeitung La Sibilla, Mailand/Neapel.
- 2016: Italien: Krieg der armen Leute. In: Zwischenwelt, Zeitschrift für Kultur des Exils und des Widerstands. Wien[9]
- 2022: La memoria di Javier Marías. Bonculture, rivista online 2022.
- 2022: La lingua di Mozart. Bonculture, rivista online 2022.
- 2022: L’odissea linguistica degli emigrati nella terra dei madrelingua. rivista online 2022.
- 2022: Favole per giulia. Il Verbo e la prima persona del verbo Essere. rivista online 2022.
- 2023. Una stanza tutta per sé, il desiderio delle donne, la denatalità e altre stregonerie. Bonculture, rivista online.
- 2023: Io sto col popolo palestinese, quindi sto con Israele. Bonculture, rivista online.
- 2025 Papa Francesco e il ritorno all’origine dei Vangeli: religione è politica. Bonculture, aprile 2025.[10]

### Theaterproduktionen
- 2003: Tango! von M. Beutler und M. Schandl. Schauspiel und Tanz: R. Passiatore. (Galerie, Mondsee)
- 2003: Fremde Länder. Konzept/Regie: R. Passiatore Musik: Ingo Nagel[11]
- 2004: Der letzte Tango von Madame Ivonne. Libretto/Regie: R. Passiatore (Pasinger Fabrik/München)
- 2004: Der letzte Tango von Madame Ivonne. Text/Regie: R. Passiatore. (Kleines Theater Salzburg)[12]
- 2005: Finestre 2. Konzept/Regie: R. Passiatore, Choreographie: M. Schandl u. A. Zach (Toihaus Salzburg)
- 2006: Finestre 7. Konzept/Regie: R. Passiatore, Choreographie: M. Schandl u. A. Zach (Oval Salzburg)[13]
- 2007: Madame Ivonne. Beitrag zum Eröffnungsfest der  Salzburger Festspiele (Heckentheater Mirabell/Salzburg)[14]
- 2007: L’ultimo tango di Madame Ivonne. Opera Lirica in zwei Akten. Libretto/Regie: R. Passiatore, Musik: Fausto Tuscano, Musikalische Leitung: Andrés Rodrigo López. (ARGE Nonntal Salzburg)
- 2008: Tango y arena. für rezitierende Stimme und zwei Tänzer. Libretto/Regie: R. Passiatore. Stimme: M. Schandl. Tanz: R. Passiatore und M. De Nicolò
- 2008: Urbaum. Phonetikmusik für zwei Schauspielerinnen von R. Passiatore und F. Tuscano, Schauspiel: A. Poliseno und R. Passiatore. (Adventkalender / Ohnetitel Salzburg)
- 2010: Der Kontrabass. Von Patrick Süskind, Regie: R. Passiatore, mit P. Siglreithmaier und Ingo Nagel (Theater Odeion Salzburg)[15]
- 2010: Der Serienmörder. Musikalisch-Szenische Aktion; Text, Dramaturgie und Regie: R. Passiatore. Darsteller: P. Siglreithmaier, A. Poliseno, F. Tuscano. Musik: Ingo Nagel. (im Rahmen der Produktion Hollywood von Ohnetitel Salzburg)
- 2011: Die Nase von Gardel. Text und Regie von R. Passiatore, mit P. Siglreithmaier und A. Poliseno. (Kleines Theater Salzburg)[16]
- 2024 L’occhio di Van Gogh. Text und Regie: R. Passiatore, mit Armando Merenda und dem Laboratorio Teatrale Filotekné. Teatro Polivalente San Carlo, Padua.[17]
- 2025 Il re muore. Von E. Jonesco. Adaption und Regie: R. Passiatore, mit Marco Luise und der Compagnia Sipario 900. Teatro San Carlo, Padua.[18]

### Kindertheater
Alle Produktionen wurden in Zusammenarbeit mit der Choreografin Alexandra Zach und den Schülern der Klassen „Musiktheater“ und „zeitgenössischer Tanz“ des Musikum Salzburg aufgeführt. Steinway Saal, Musikum Salzburg.
- 2007: Cirillo und die Hexe
- 2008: Minestrone
- 2009: Blumenwalzer
- 2010: Das Geheimnis der Meeresfrüchte

### Kurzfilme / Videos
- 2003: Quasi Poesia von R. Passiatore, Musik: Art Denissov, Teatro Jazz it, Salzburg. Buchhandlung De Gemmis[19]
- 2005/06: Wie von Tomaten  von R. Passiatore, Musik: Art Denissov, Teatro Jazz it, Buchhandlung De Gemmis, Gymnasium Liceo Scacchi, Bari. Literaturhaus, Salzburg[20]
- 2006/07: Die Mozart von Morgen? von R. Passiatore und G. Sannicandro, Musikum Salzburg
- 2016: Ritratto d’artista; Aldo Pastore von R. Passiatore, Schnitt: G. Pavan